# Akademisches Orchester Leipzig
Das Akademische Orchester Leipzig ist ein Amateur-Sinfonieorchester in Leipzig. Es ist seit 1956 im Konzertbetrieb aktiv und gibt jährlich sechs Anrechtskonzerte im Gewandhaus zu Leipzig, die gelegentlich durch zusätzliche Kammerkonzerte ergänzt werden. Bis 1990 war es ein Hochschulorchester. Es ist seit 1990 kein Bestandteil der Universität mehr und organisiert sich selbstständig als Verein.

## Geschichte

### Ursprünge
Die Ursprünge des Akademischen Orchester liegen im 1954 von Horst Förster gegründeten  Collegium Musicum an der Universität Leipzig.

### Orchester der Karl-Marx-Universität
1956 folgte die offizielle Angliederung an die Universität als Akademisches Orchester, sowie das erste Konzert im Gohliser Schlösschen. Als Orchester der Karl-Marx-Universität wurde es mit dem Universitätschor, dem Louis-Fürnberg Ensemble, dem Ensemble ‚Pawel Kortschagin‘, dem Chor des Institutes für Musikerziehung und anderen Gruppierungen zum sozialistischen Volkskunstzentrum zusammengefasst, in dem sie zur gemeinsamen Programmgestaltung zu besonderen Anlässen, beispielsweise Staats- und Parteifeiern angehalten waren.
Ein Beispiel solcher Zusammenarbeit ist die Festveranstaltung zum 10. Jahrestag der Namensgebung der Karl-Marx-Universität im Mai 1963. Das Programm, welches unter dem Motto „Seht, es leuchtet eine neue Zeit“ stand, wurde vom Akademischen Orchester mit der Festouvertüre 1948 von Ottmar Gerster eröffnet. Darauf folgte ein unter der Gesamtleitung von Rudolf Gehrke zusammengestelltes Programm, in dem unter anderem die Schlussszene aus den Meistersingern von Nürnberg von Richard Wagner und der Schlusschor der Ballade vom Manne Karl Marx und der Veränderung der Welt von Gerster gespielt wurden.

### Konzerttätigkeit von 1958 bis 1990
Neben diesen gelegentlichen Festkonzerten gestaltete das Orchester ab 1958 die eigenen Anrechtskonzerte, die zunächst in der Kongresshalle am Zoo stattfanden und ab 1967 ins neue Rathaus verlegt wurden. Mit der Eröffnung des neuen Gewandhauses zu Leipzig 1981 wurde dieses zur festen Spielstätte des Orchesters.
Wie auch der Universitätschor trat das Akademische Orchester mit den Uraufführungen von Auftragswerken in Erscheinung, die über die ideologisch geprägten Gelegenheitskompositionen der politischen Feste hinausgingen. Bis 1990 erfolgten im Rahmen der Akademischen Konzerte unter anderem die Uraufführungen von Hansgeorg Mühes Concertino für Klavier und Kammerorchester (1963) und Günter Neuberts Concertante Suite für Violine und kleines Orchester (1971). In den 1980er Jahren nahm die Anzahl der in Auftrag gegebenen Werke ab, was neben dem sinkenden Interesse des Publikums auch den zunehmenden finanziellen Schwierigkeiten der DDR zurückzuführen ist.

### Nach 1990
Nach der deutschen Wiedervereinigung trennte sich die Universität vom Akademischen Orchester, welches sich daraufhin als eigenständiger Verein organisierte. Trotz Unabhängigkeit von den Leipziger Hochschulen gestaltete es von den 1990er Jahren bis 2010 die jährlichen Immatrikulationsfeiern der Hochschule für Technik, Wirtschaft und Kultur Leipzig.
Auch nach der Wende vergab das Akademische Orchester weiterhin Kompositionsaufträge und brachte unter anderem Stephan Königs Boundless Music – Konzert für Jazz-Trio und Orchester (2001) und Dreamscapes (2018), sowie Siegfried Matthus‘ 9 Sinfonische Intermezzi (2009) zur Uraufführung.
2022 legte Horst Förster das Amt des Chefdirigenten nieder, welches Thomas Hauschild zur Spielzeit 2023/24 übernahm. Im Festkonzert zum 70-jährigen Bestehen des Orchesters wurde Horst Förster die Ehrendirigentenwürde verliehen.

## Mitglieder
Das Akademische Orchester ist als gemeinnütziger Verein dem studentischen Musizieren verpflichtet, es besteht neben Studierenden der unterschiedlichsten Fachrichtungen auch aus zahlreichen Alumni und Akademikern. Eine Zugehörigkeit zur Universität Leipzig oder einer anderen Leipziger Hochschule ist für die Mitglieder nicht zwingend. Die Vereinsmitglieder musizieren unentgeltlich.
Die Mitglieder des Akademischen Orchesters werden von Berufsmusikern unter anderem aus dem Gewandhausorchester, dem MDR-Sinfonieorchester und von Studierenden der HMT Leipzig unterstützt.

## Im Ausland
Neben den Konzerten im Gewandhaus zu Leipzig gastierte das Akademische Orchester auch im Ausland. Seit 1990 spielte es unter anderem in Frankreich, Österreich, Spanien, Italien, Norwegen, Kanada, den USA, Japan und China. Vor der Wende 1989 führten die Auslandstourneen in die Tschechoslowakei, nach Ungarn, Rumänien und Bulgarien.

## Auszeichnung
- 1979: Kunstpreis der Stadt Leipzig